# Gymnodia eremophila
Gymnodia eremophila är en tvåvingeart som först beskrevs av Brauer och Julius Edler von Bergenstamm 1894.  Gymnodia eremophila ingår i släktet Gymnodia och familjen husflugor. Inga underarter finns listade i Catalogue of Life.